# Dicranomyia (Dicranomyia) repentina
Dicranomyia (Dicranomyia) repentina is een tweevleugelige uit de familie steltmuggen (Limoniidae). De soort komt voor in het Neotropisch gebied.